# حادثه رویت شیء ناشناس پرنده یواس‌اس نیمیتز
حادثهٔ رویت شیء ناشناس پرنده یواس‌اس نیمیتز، حادثهٔ برخورد نزدیک دو خلبان جنگنده آمریکایی متعلق به یواس‌اس نیمیتز با یک شیء ناشناس پرنده در سال ۲۰۰۴ میلادی بود. دو خلبان اف/ای-۱۸ سوپر هورنت که توسط فرماندهٔ اسکادران وی‌اف‌ای-۴۱ رهبری می‌شدند، گزارشی مبنی بر مشاهدهٔ یک یوفو ارسال کردند. سیگنال‌های راداری توسط کشتی‌ها و هواپیماهای نیروی دریایی ایالات متحده آمریکا که در منطقه حاضر بودند هم رؤیت شد. یک ویدئوی فروسرخ که توسط یکی از هواگردهای اف/ای-۱۸ از این حادثه ضبط شده بود هم منتشر شده‌است.
در آوریل ۲۰۲۰ ویدئوی حادثه از حالت طبقه‌بندی‌شده خارج و رسماً توسط وزارت دفاع ایالات متحدهٔ آمریکا منتشر شد. با توجه به گزارش واشنگتن پست، این ویدئو ابتدا توسط لوییس الیزاندو، یک افسر اطلاعاتی سابق، برای آگاه ساختن افکار عمومی از یک پروژهٔ مخفی وزارت دفاع ایالات متحده با نام برنامه شناسایی پیش از موعد تهدید هوافضایی که روی بررسی یوفوها تمرکز داشته، منتشر شده‌است.